# Powiat ząbkowicki
Powiat ząbkowicki är ett politiskt och administrativt distrikt (powiat) i sydvästra Polen, tillhörande Nedre Schlesiens vojvodskap. Huvudort och största stad är Ząbkowice Śląskie. Distriktet hade 68 374 invånare år 2010.

## Kommunindelning
Distriktet indelas i sju kommuner, varav fyra stads- och landskommuner och tre landskommuner.
| Stads- och landskommuner - Bardo - Ząbkowice Śląskie - Ziębice - Złoty Stok Landskommuner - Ciepłowody - Kamieniec Ząbkowicki - Stoszowice | Kommunindelning |